# Andrej Hoteev
Andrej Hoteev (rusă Андрей Иванович Хотеев, n. 2 decembrie 1946, Leningrad, RSFS Rusă, URSS – d. 28 noiembrie 2021) a fost un pianist rus. Din 1993 locuia cu familia în Germania.

## Biografie

### Studii, excelență
Andrej Hoteev a studiat la Conservatorul din Leningrad cu Nathan Perelman și din Moscova cu Lev Naumov. După debutul de la Concertgebouw din Amsterdam, de la Purcell Room din Londra  și de la Musikhalle din Hamburg,  în 1991, Die Welt l-a descris ca „un Artist de o uimitoare virtuozitate și o putere formidabilă”. Influențe: Sviatoslav Richter, Emil Gilels, Piotr Ceaikovski, Modest Petrovici Musorgski, Dinu Lipatti.

### Colaborări
Andrej Hoteev a colaborat cu regularitate ca solist concertist cu orchestre precum Sankt Petersburg Philharmonic, Hamburg Symphony Orchestra, Ceaikovski Symphony Orchestra Moscova, Sankt Petersburg Academic Symphony Orchestra, Orchestre National de Montpellier Languedoc-Roussillon France, Orquesta Lamoureux du Paris, Netherlands Radio Symphony și cu dirijori precum Vladimir Fedoseyev, Thomas Sanderling, Andrej Borejko , Eri Klas, Avi Ostrowsky,Woldemar Nelsson,Pavel Kogan, Vladimir Altschuler, Vladislav Tchernushenko.

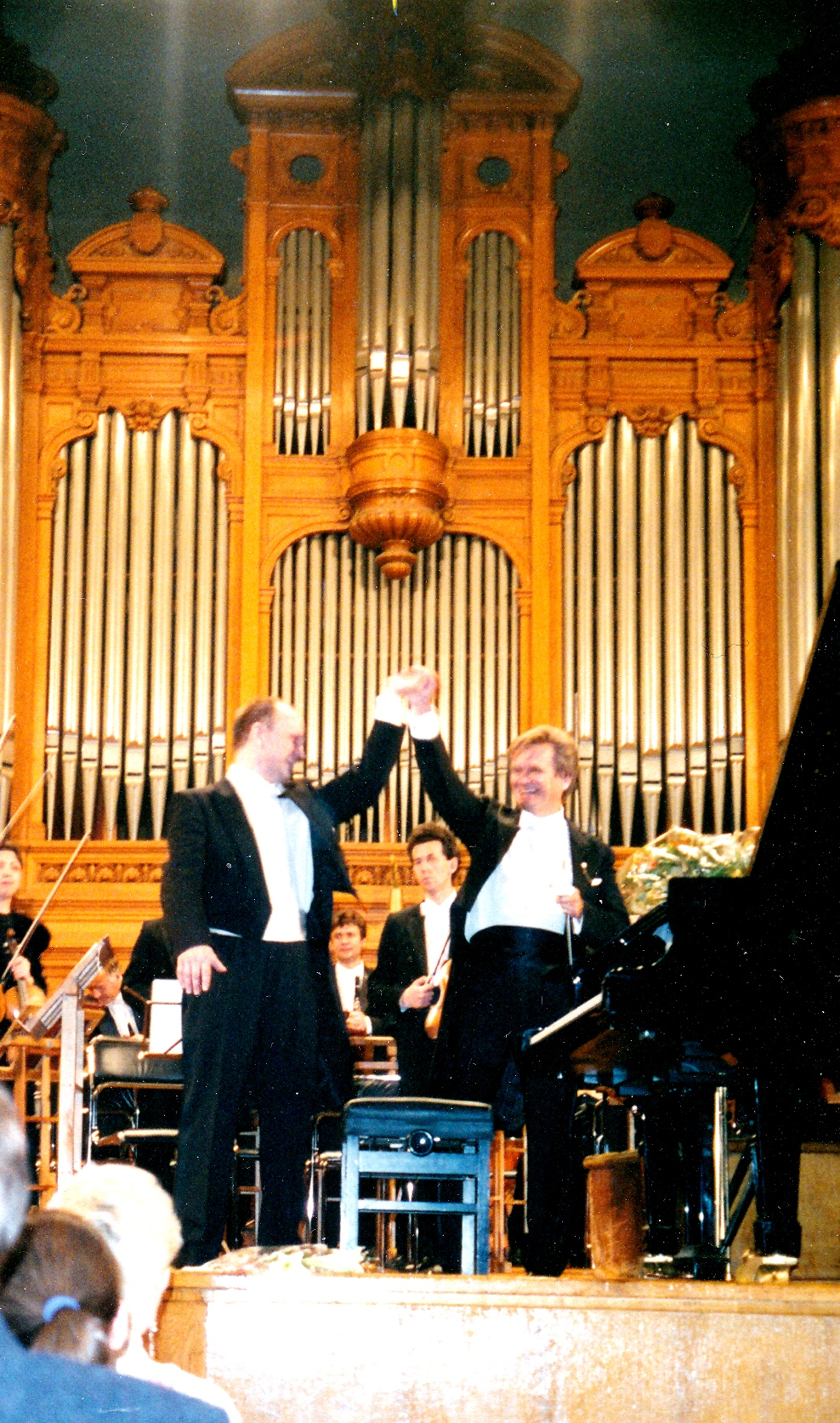
Andrej Hoteev and Vladimir Fedoseyev in Moscova 1996 Ceaikovski "The 4 piano concertos" -World premiere

## Discografie

### CD
- Tchaikovsky: Piano Concert No. 3/Dumka 1993, Accord
- Tchaikovsky: The four piano concertos, Hungarian Gypsy Melodies, Allegro c-moll in original version. 3 CDs, 1998, KOCH-Schwann[4]
- Russian songs: Rachmaninoff: 10 songs; Mussorgsky: Songs and Dances of Death; Scriabin: Piano Sonata No. 9 Black Mass with Anja Silja, soprano. Recording: Berlin, Jesus Christus Kirche, 2009, Sony/RCA Red Seal
- Tchaikovsky/Rachmaninoff: Sleeping Beauty/Dornröschen. Great Ballet-Suite for piano for four hands. Andrej Hoteev and Olga Hoteeva, piano. 2012, NCA [5]
- “Pure Mussorgsky”: Pictures at an Exhibition & Songs and Dances of Death - played from the original manuscripts; Andrej Hoteev(piano) and Elena Pankratova(soprano). Berlin classics / Edel 2014[6]
- Richard Wagner„Declarations of Love. Complete piano works and piano songs for Mathilde Wesendonck  and Cosima Wagner :“Wesendonck- Sonata” Piano Sonata in a flat WWV 85 – “Sleepless”Music Letter for piano in G  - “Schmachtend”Piano Elegie for Cosima in A-flat - Wesendonck-Lieder 1. Version,1857/58 - “Four White Songs“,1868. Andrej Hoteev, piano; Maria Bulgakova, soprano Hänssler Classic HC16058  2017 [7]

### DVD
- Mussorgsky: Pictures at an Exhibition, 2001
- Prokofiew: Piano Sonata No. 6. (Op. 82), 2003